# Amerikansk svovlorm
Amerikansk svovlorm, Marenzelleria viridis og M. viridis er en havbørsteorm, som lever i danske farvande. Den marine orm og det sand den lever i lugter kraftigt af svovl, da ormen fremmer dannelsen af gassen svovlbrinte, hvilket har givet den tilnavnet svovlorm. Ormen stammer oprindeligt fra den Nordamerikanske kyst og menes at være kommet til Europa med ballastvandet på et containerskib. Ormen, der kan blive op til 20 cm lang, betragtes som en invasiv art på linje med dræbersneglen og dræbergoplen.
Ormen, der er grøn, blev første gang observeret i Danmark i Ringkøbing Fjord i 1990, hvorfra den spredte sig langs Jyllands vestkyst. Først i 2004 blev den observeret i Odense Fjord.